# École de médecine (bâtiment)
Ne doit pas être confondu avec Faculté de médecine de Paris.
L'École de médecine, anciennement l'École de chirurgie, est un bâtiment historique et universitaire du Quartier latin, situé dans le 6e arrondissement de Paris, propriété de la ville de Paris.
Il est aujourd'hui le siège de l'université Paris-Cité, spécialisée dans l'enseignement de la médecine, du droit et des sciences humaines et sociales, et est également occupé par sa bibliothèque interuniversitaire de santé et son musée d'histoire de la médecine,.
Construit sur le site de l'ancien collège de Bourgogne par l'architecte Jacques Gondoin, le bâtiment fut successivement occupé par l'Académie royale de chirurgie et son École de chirurgie durant près de vingt ans (de 1776 à 1793) avant la réunion des chirurgiens avec les médecins qui occupaient précédemment l'hôtel de la Bûcherie. Le bâtiment devient alors l'École de santé de Paris, puis l'École de médecine de Paris en 1798, avant d'être érigée en faculté en 1808.
En 1798, le bâtiment, qui héberge alors la Faculté de médecine de Paris depuis 1795, donne son nom à la rue de l'École-de-Médecine, ancienne rue des Cordeliers,.

## Histoire

### 1774-1793: l'Académie royale de chirurgie et l'École de chirurgie
Au XVIIIe siècle, la chirurgie est de plus en plus reconnue comme une discipline spécialisée dans les sciences médicales, alors qu'auparavant les chirurgiens étaient régulièrement confondus avec les barbiers. En conséquence, une académie indépendante de chirurgie, l'Académie royale de chirurgie, est créée en 1731 et ratifiée en 1750.  

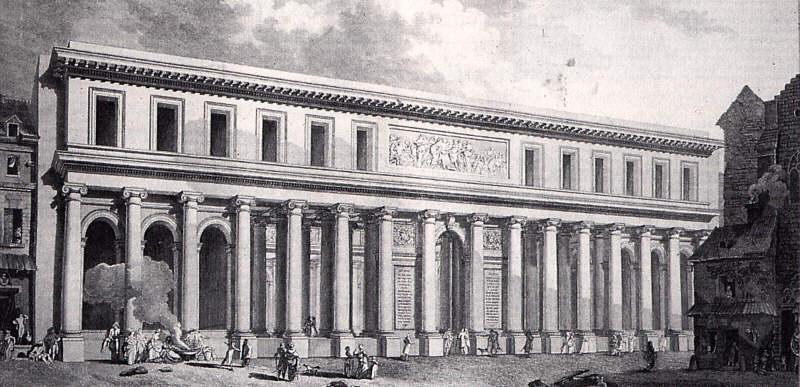
La façade de l'École de chirurgie.

En 1769, le roi Louis XV, probablement en l'honneur de son Premier chirurgien, Germain Pichault de la Martinière, acquiert les bâtiments de l'ancien collège de Bourgogne un peu plus bas dans la même rue et les affectent à l'Académie royale de chirurgie qui était jusqu'alors située de l'autre côté de la rue (actuel n°5).
Le nouveau bâtiment est conçu par l'architecte Jacques Gondouin de 1769 à 1774, et construit de 1774 à 1786, même si l'inauguration a lieu le 25 avril 1775.

### 1795-1970: l'École de médecine, puis Faculté de médecine de Paris
En 1793, l'Académie royale de chirurgie, ainsi que la faculté de médecine de l'ancienne université de Paris (située rue de la Bûcherie), sont toutes les deux supprimées par la Convention. L'année suivante, l'École de santé de Paris est créée par décret du 4 décembre 1794, reprenant les fonctions de la faculté de médecine de l'ancienne université de Paris ainsi que les chirurgiens de l'Académie royale de chirurgie.
Devenu bien national, le bâtiment de l'ancienne Académie royale de chirurgie ainsi que ceux de l'ancien couvent des Cordeliers sont alors affectés à la nouvelle école de santé, qui donne son nom à la rue Marat, qui devient la « rue de l'École-de-Santé » le 27 juillet 1794. Les cours y débutent en janvier 1795.
En 1798, l'École de santé devient « l'École de médecine de Paris »; la rue est alors renommée, lui donnant son nom définitif. Sous le Premier Empire, l'École de médecine de Paris est érigée en faculté par décret du 17 mars 1808 et devient ainsi la « Faculté de médecine de Paris ».
En 1900, les emprises de la faculté dans la rue de l'École-de-Médecine s'étendent, et un second bâtiment est construit par l'architecte Léon Ginain le long du boulevard Saint-Germain ainsi qu'à l'emplacement des anciens bâtiments du couvent des Cordeliers pour abriter l'École pratique de la faculté. Après la mort de Léon Ginain, les travaux sont terminés par les architectes Charles Duprez (1834-1903) et André Cornil-Lacoste.

### Depuis 1870: siège de l'université Paris-Descartes, puis Paris-Cité
En 1970, l'université de Paris et l'ensemble de ses facultés sont divisées en plusieurs nouvelles universités autonomes. Le bâtiment de l'École de médecine est alors affecté à l'université Paris-V créée le 1er janvier 1970, qui prendra plus tard le nom de « Paris-Descartes ». Elle y installe son siège ainsi que ses services centraux, et récupère la gestion du musée d'histoire de la médecine inauguré en 1921, qu'elle ouvre au public en 1994. Le site de l'École pratique est quant à lui partagé entre l'UFR de médecine Paris-Centre de l'université Paris-V et l'UFR de médecine de l'université Paris-VI « UPMC ».
En 2019, l'université Paris-Descartes fusionne avec l'université Paris-Diderot (Paris-VII) pour créer l'université Paris-Cité, qui installe son siège au sein du bâtiment.

## Architecture
L'architecte Jacques Gondouin, influencé par l'Antiquité grecque, construit le corps central avec la façade principale néo-classique, rue de l'École-de-Médecine, la cour d'honneur intérieure, le grand amphithéâtre et la salle du Conseil. Une devise latine, consilio manuque (« par le moyen de l'intelligence et de la main ») surmontait le blason de l'établissement. Elle est transférée en 1776 dans ces nouveaux bâtiments.

## Galerie

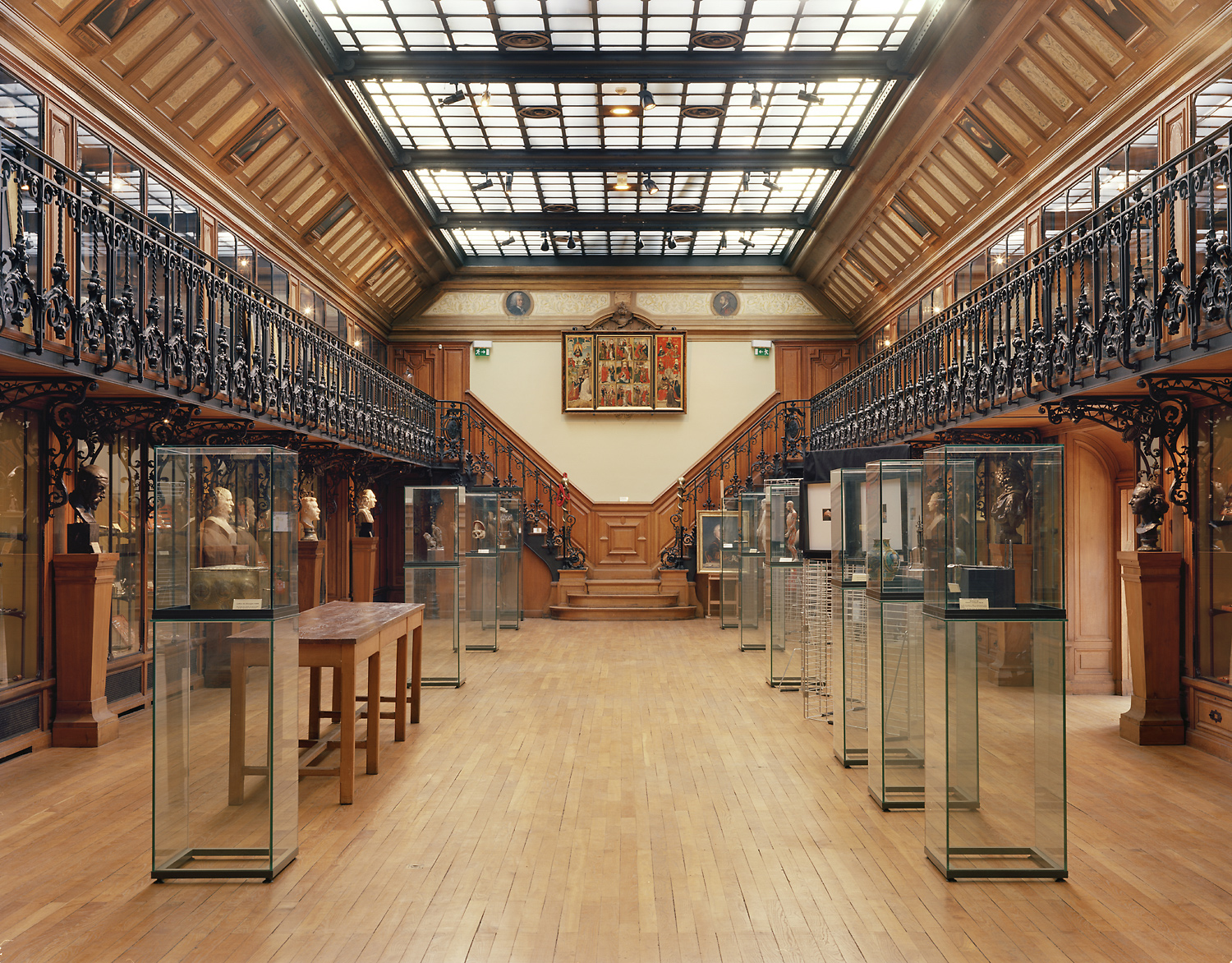
Le musée d'Histoire de la médecine de l'université Paris-Cité, situé au sein de l'École de chirurgie.
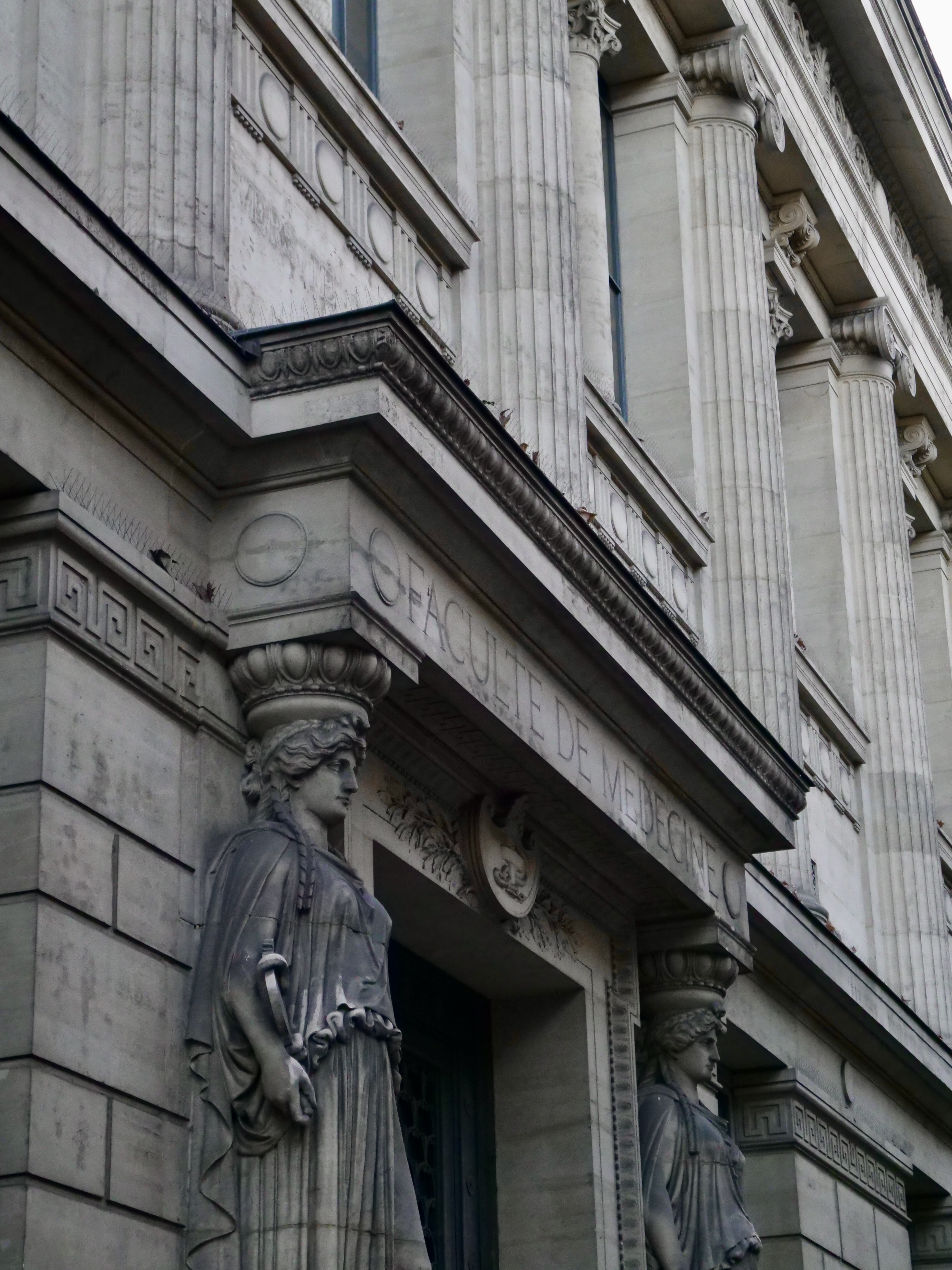
Façade de l'une des entrées du bâtiment où figure l'inscription « Faculté de médecine », actuel siège de l'université Paris-Cité.
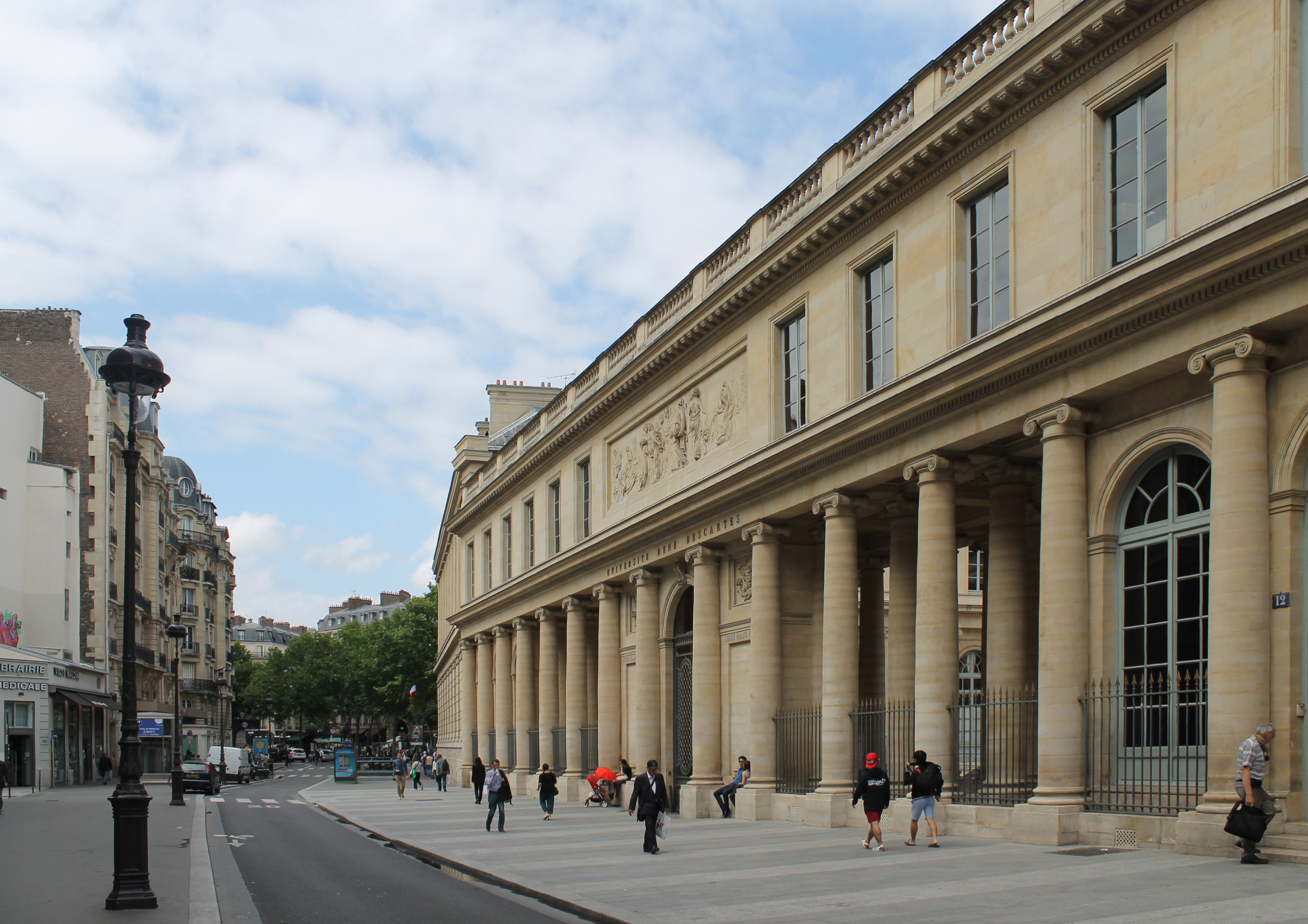
Façade du bâtiment, côté rue de l'École-de-Médecine.